# Oldsmobile Omega
Oldsmobile Omega – samochód osobowy średniej produkowany pod amerykańską marką Oldsmobile w latach 1973 – 1984.

## Pierwsza generacja

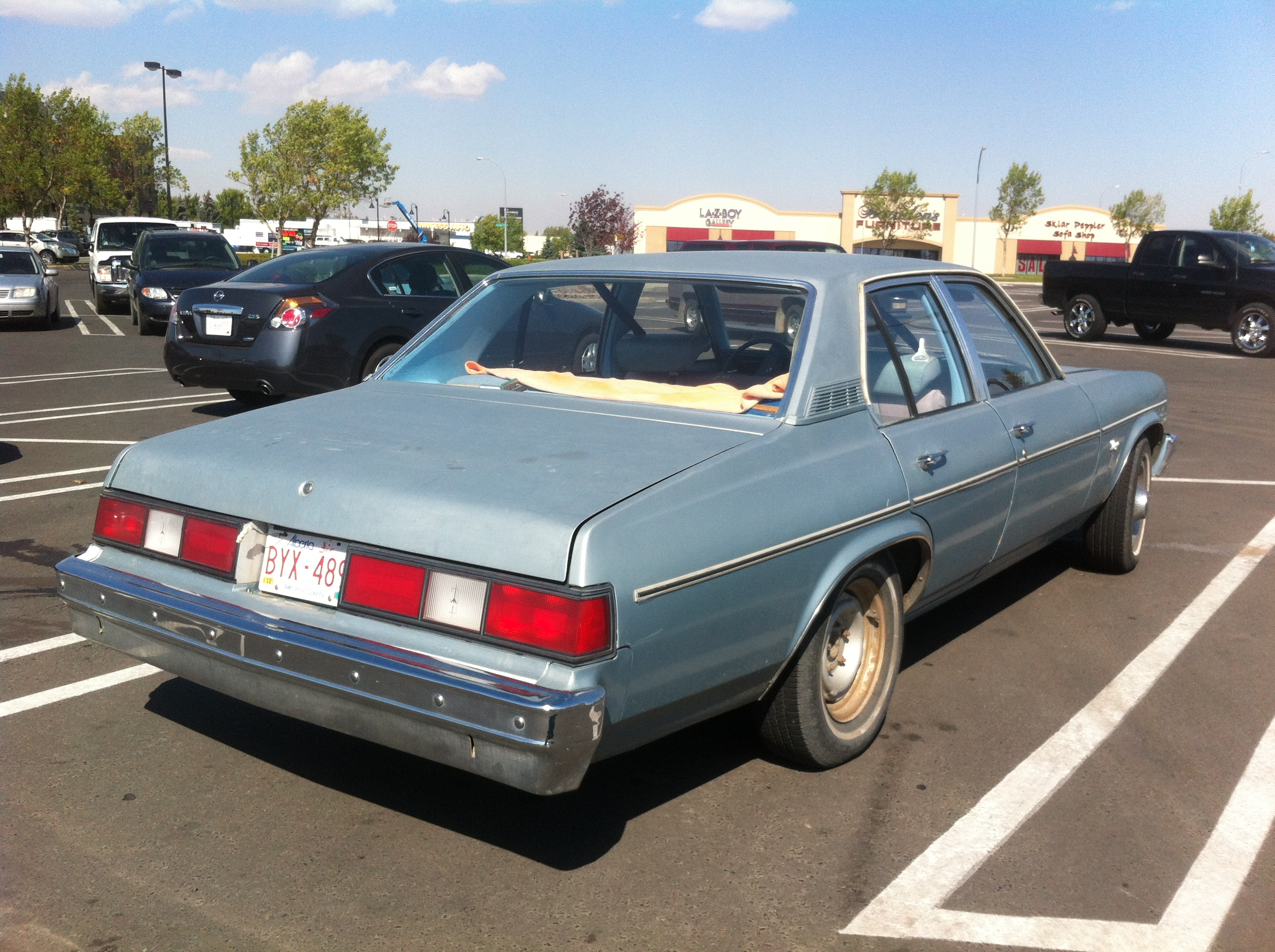
Oldsmobile Omega I - tył

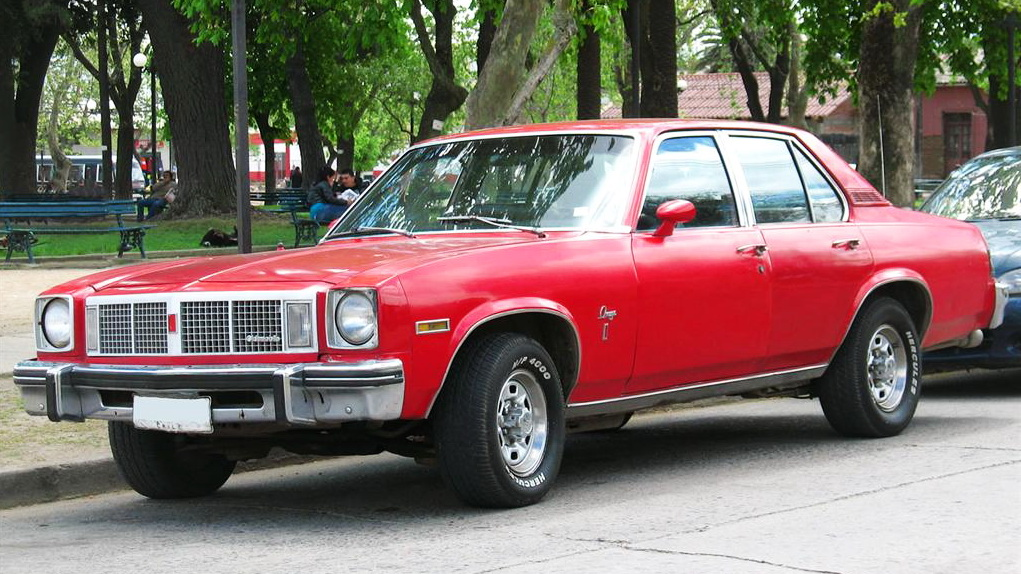
Oldsmobile Omega I po liftingu

Oldsmobile Omega I został zaprezentowany po raz pierwszy w 1973 roku.
Na przełomie lat 60. i 70. XX wieku General Motors rozpoczęło prace nad nową rodziną średniej wielkości modeli, które zasiliły oferty większości marek podlegających amerykańskiemu koncernowi. W ten sposób, portfolio Oldsmobile poszerzył najmniejszy i najtańszy w ofercie model o nazwie Omega. Samochód charakteryzował się szeroko rozstawionymi reflektorami, a także dwuczęściową atrapą chłodnicy.

### Lifting
W 1975 roku Oldsmobile Omega pierwszej generacji przeszedł obszerną modernizację nadwozia, w ramach której zmieniony został wygląd atrapy chłodnicy. Zmodyfikowano też zderzaki oraz wygląd tylnej części nadwozia, na czele z kształtem lamp.

### Silniki
- L6 4.1l Chevrolet
- V6 3.8l Buick
- V8 4.3l LV8
- V8 5.7l Rocket
- V8 5.7l Chevrolet

## Druga generacja

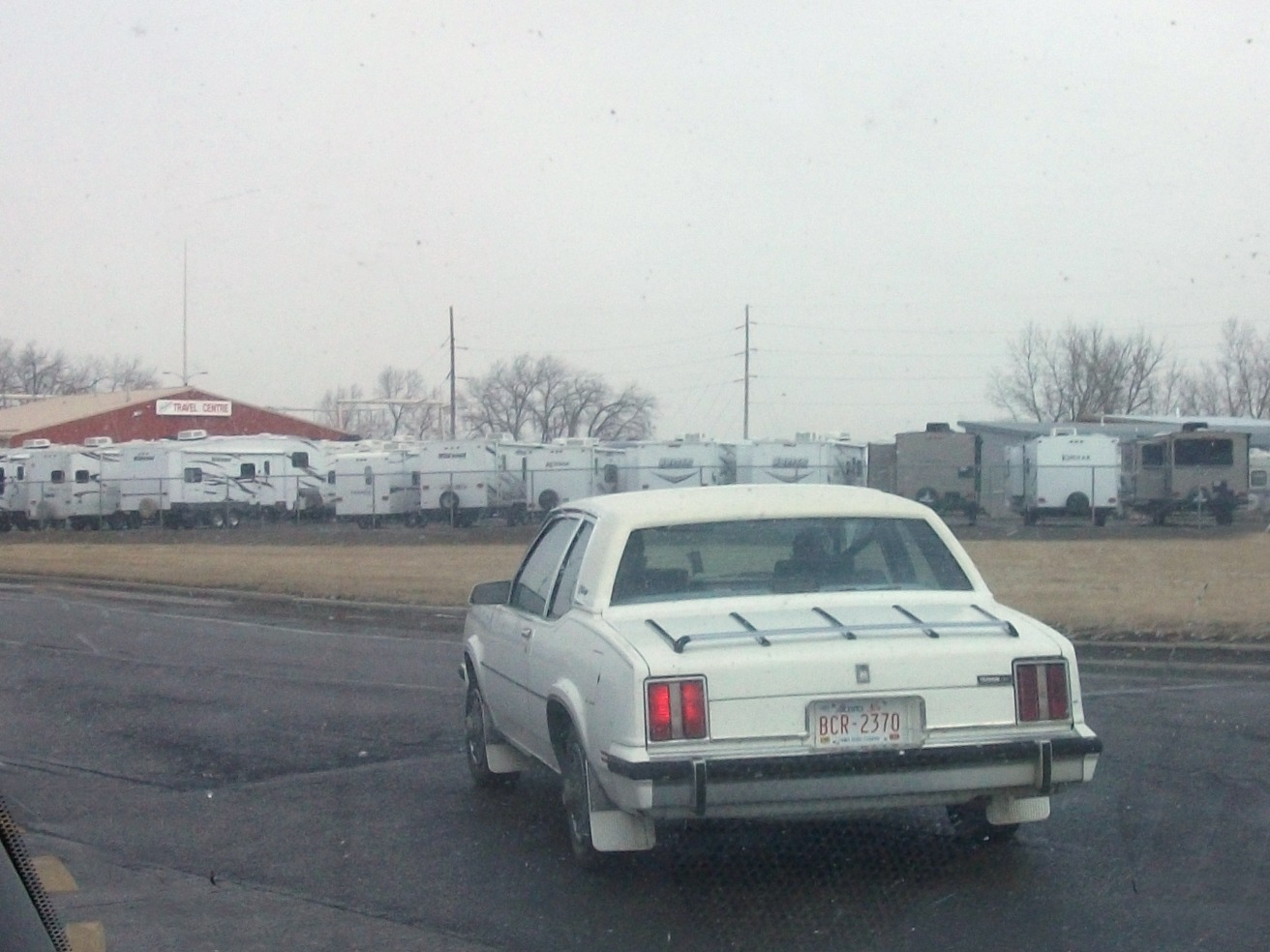
Oldsmobile Omega II - tył

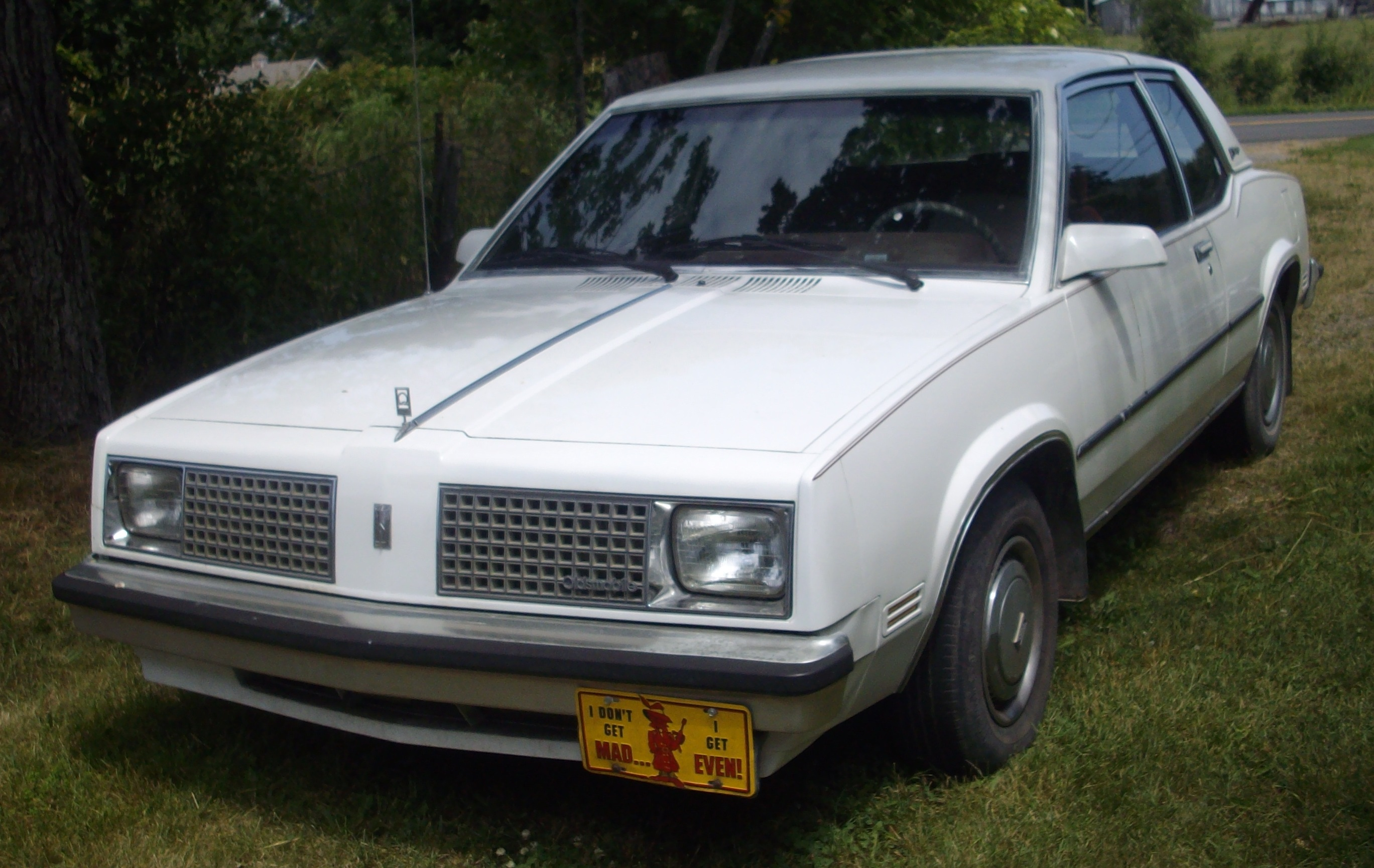
Oldsmobile Omega II Coupe

Oldsmobile Omega II został zaprezentowany po raz pierwszy w 1979 roku.
Pod koniec lat 70. XX wieku General Motors przedstawiło zupełnie nową generację średniej wielkości modeli, które ponownie zasiliły ofertę marek Buick, Chevrolet, Pontiac, a także Oldsmobile pod postacią drugiej odsłony modelu Omega.
Samochód został zbudowany na zmodernizowanej platformie X-body, która tym razem została przystosowana do napędu przedniego. Oldsmobile Omega zyskał też bardziej kanciaste proporcje nadwozia, z charakterystycznym, krótkim tyłem i podłużną maską. Produkcja została zakończona w 1984 roku na rzecz nowego modelu Cutlass Calais.

### Silniki
- L4 2.5l
- V6 2.8l
- V6 2.8l